# Подгорное (станция)
Подго́рное — железнодорожная станция Юго-Восточной железной дороги в посёлке городского типа Подгоренском Подгоренского района Воронежской области.

## Деятельность
На станции осуществляются:
- продажа пассажирских билетов;
- приём и выдача багажа;
- приём и выдача грузов повагонными и мелкими отправками, а также приём и выдача грузов в универсальных контейнерах 3 и 5 тонн (имеются подъездные пути, открытые площадки и крытые склады).

## Дальнее следование по станции
| Круглогодичное обращение поездов | Круглогодичное обращение поездов | Круглогодичное обращение поездов | Круглогодичное обращение поездов |
| № поезда                         | Маршрут движения                 | № поезда                         | Маршрут движения                 |
| -------------------------------- | -------------------------------- | -------------------------------- | -------------------------------- |
| 33 «Осетия»                      | Владикавказ — Москва             | 34 «Осетия»                      | Москва — Владикавказ             |
| 43 «Черноморец»                  | Новороссийск — Санкт-Петербург   | 44 «Черноморец»                  | -                                |
| 49                               | Кисловодск — Санкт-Петербург     | 50                               | Санкт-Петербург — Кисловодск     |
| 77                               | Ставрополь — Москва              | 78                               | Москва — Ставрополь              |
| 149                              | Минеральные Воды — Минск         | 150                              | Минск — Минеральные Воды         |
| 301                              | Адлер — Минск                    | 302                              | Минск — Адлер                    |
| 335                              | Новороссийск — Екатеринбург      | 336                              | Екатеринбург — Новороссийск      |
| 377                              | Новороссийск — Москва            | 378                              | Москва — Новороссийск            |
| 389                              | Анапа — Минск                    | 390                              | Минск — Анапа                    |

| Сезонное обращение поездов | Сезонное обращение поездов | Сезонное обращение поездов | Сезонное обращение поездов |
| № поезда                   | Маршрут движения           | № поезда                   | Маршрут движения           |
| -------------------------- | -------------------------- | -------------------------- | -------------------------- |
| 245                        | Ейск — Санкт-Петербург     | 246                        | -                          |
| 459                        | -                          | 460                        | Тамбов — Адлер             |
| 473                        | -                          | 474                        | Самара — Анапа             |
| 505                        | Новороссийск — Тамбов      | 506                        | Тамбов — Новороссийск      |
| 507                        | Новороссийск — Ижевск      | 508                        | Ижевск — Новороссийск      |
| 513                        | -                          | 514                        | Тамбов — Анапа             |